# Rom Kalma
Romke (Rom) Kalma (Ferwerderadeel, 16 april 1921 – Hilversum, 14 juli 2007) was een Nederlands bariton-bas.
Hij was zoon van onderwijzer Sybe Kalma en Peekje Rinkje Cornelia de Boer, wonende in het dorp Blija. Hij was vanaf 1974 enige tijd getrouwd met sopraan Nellie van der Spek.
Hij begon als onderwijzer, maar wendde zich in 1945 tot een zangersloopbaan. Hij kreeg onder andere les van Jeanette Halsbergen en Jan Keizer. Hij sloot zich aan bij het NCRV-Vocaal Ensemble. In 1950 won hij een internationale wedstrijd voor jonge zangers in Frankfurt am Main georganiseerd door de Duitse Omroep. Hij kon aan de slag bij De Nederlandse Opera, maar sloeg dat af; hij wilde zelfstandig blijven. Hij werd vooral bekend als oratoriumzanger in Nederland en Duitsland en zong in die hoedanigheid meer dan 500 maal de Matthäus-Passion van Johann Sebastian Bach. Vanaf 1970 gaf hij zanglessen aan het Utrechts Conservatorium en het Nederlands Instituut voor Kerkmuziek eveneens in Utrecht. Later volgde ook een docentschap aan het Zwols conservatorium.
Zijn stem is bewaard via opnamen gebleven. Een klein unicum daarin is een elpee uit 1963, uitgegeven door de Coöperatieve Condensfabriek Friesland (via Philips Records) te Leeuwarden in verband met hun vijftigjarig jubileum. Kalma zingt minutenlang een medley van Friese liedjes, begeleid door het Frysk Orkest onder leiding van Alfred Salten met medewerking van de Leeuwarder Bach Vereniging.. Na zijn pensioen in de jaren tachtig trok hij zich terug in het Franse Bedoin; van daaruit volgende nog concerten etc. Gedurende zijn leven zong het met bekende operazangers zoals Aafje Heynis, Elly Ameling, Fritz Wunderlich en Montserrat Caballé. Bernard Reichel droeg zijn Psaume 86, Prête l’oreille voor zangstem, drie trompetten, contrabas en orgel (1965) aan hem op.
Binnen het Prins Bernhard Cultuurfonds in een Romke Kalma Fonds ingesteld ter begeleiding van jong afgestudeerde musici.
- International Standard Name Identifier: 0000 0003 9028 968X
- Nederlandse Thesaurus van Auteursnamen: 303683554
- Virtual International Authority File: 283917198